# Komagabayashi (métro municipal de Kobe)
Komagabayashi (駒ヶ林駅, Komagabayashi-eki) est une station du métro municipal de Kobe localisée dans l'arrondissement Nagata de Kobe, dans la préfecture de Hyōgo. Elle est exploitée par le Bureau des transports municipaux de Kobe pour la Kaigan. La station porte le surnom de Sangokushi no machi (三国志のまち, litt. « la ville des trois royaumes »). 

## Situation ferroviaire

Plan du métro.

Établie en souterrain, Komagabayashi est une station de passage, au point kilométrique (PK) 7,3, de la ligne Kaigan (bleue) du métro municipal de Kobe. Elle est située entre la station Karumo, en direction du terminus sud Sannomiya-Hanadokeimae, et la station Shin-Nagata, terminus nord de la ligne.
Elle dispose d'un quai central encadré par les deux voies de la ligne.

## Histoire
La station ouvre le 7 juillet 2001 par le Bureau des transports municipaux de Kobe.
En 2015, la fréquentation journalière de la station était de  1 203 personnes
| 2010  | 2011  | 2012  | 2013  | 2014  | 2015  |
| 1 067 | 1 071 | 1 056 | 1 135 | 1 130 | 1 203 |

## Service des voyageurs

### Accueil
La carte ICOCA est possible pour l’accès aux portillon  d’accès au quai.

### Desserte
La station possède un quai central et deux voies.
| N° de voie | Ligne  | Direction              |
| ---------- | ------ | ---------------------- |
| 1          | Kaigan | Sannomiya-Hanadokeimae |
| 2          | Kaigan | Shin-Nagata            |

### Intermodalité
La gare permet d'accéder à plusieurs lieux remarquables :
- Le sanctuaire shinto Komagabayashi-jinja
- Un mémorial de Taira no Tadanori